# Sixième district congressionnel du Minnesota
Le 6e district congressionnel du Minnesota comprend la plupart ou la totalité des comtés de Benton, Carver, Sherburne, Stearns, Wright et Anoka. De nombreuses banlieues nord et ouest des Twin Cities sont incluses dans les limites de ce district, comme Blaine (la plus grande ville du district), Andover, Chaska, Ramsey, St. Michael-Albertville, Elk River, Chanhassen, Otsego, Lino Lakes, Buffalo, Ham Lake, Monticello, Waconia, Big Lake, East Bethel et Victoria. La région de St. Cloud est l'autre grand centre de population du district, comprenant les villes de St. Cloud (la deuxième plus grande ville du district), Sartell et Sauk Rapids.
Il est actuellement représenté par le whip de la majorité républicaine à la Chambre, Tom Emmer.

## Géographie
| #   | Comté     | Siège     | Population |
| --- | --------- | --------- | ---------- |
| 3   | Anoka     | Anoka     | 372 441    |
| 9   | Benton    | Foley     | 41 600     |
| 19  | Carver    | Chaska    | 111 057    |
| 141 | Sherburne | Elk River | 102 206    |
| 145 | Stearns   | St. Cloud | 160 977    |
| 171 | Wright    | Buffalo   | 151 150    |

### Villes et townships de 10 000 habitants ou plus
- Blaine - 71 739
- St. Cloud - 69 568
- Andover - 32 928
- Ramsey - 28 333
- Chaska - 28 262
- Elk River - 26 750
- Chanhassen - 26 224
- Otsego - 23,241
- Lino Lakes - 21 973
- St. Michael - 21 034
- Sartell - 19 696
- Buffalo - 18 168
- Ham Lake - 16 464
- Monticello - 14 804
- Sauk Rapids - 13 862
- Waconia - 13 033
- East Bethel - 11 786
- Big Lake - 11 686
- Victoria - 11 042
- Dayton - 10 157

### Villes de 2 500 à 10 000 habitants
- Oak Grove - 9130
- Waite Park - 8360
- St. Francis - 8142
- Albertville - 7970
- Joseph - 6932
- Big Lake Township - 6785
- Zimmerman - 6511
- Delano - 6484
- Carver - 5829
- Linwood Township - 5334
- Princeton - 5311
- Becker - 4997
- Circle Pines - 4944
- Watertown - 4842
- Baldwin Township - 4672
- Nowthen - 4536
- Rockford - 4500
- Columbus - 4159
- Monticello Township - 4139
- Centerville - 3923
- Livonia Township - 3917
- Norwood Young America - 3863
- Montrose - 3775
- Becker Township - 3605
- Hanover - 3594
- Augusta - 3574
- Rockford Township - 3444
- Collegeville Township - 3344
- Annandale - 3330
- Watab Township - 3093
- Lexington - 3072
- Cokato - 2775
- Franklin Township - 2774
- Orrock Township - 2764
- Foley - 2682

## Historique de vote
| Années | Poste     | Résultats              |
| ------ | --------- | ---------------------- |
| 2000   | Président | Bush 52,0 % - 42,0 %   |
| 2004   | Président | Bush 57,0 % - 42,0 %   |
| 2008   | Président | McCain 53,0 % - 45,0 % |
| 2012   | Président | Romney 57,0 % - 42,0 % |
| 2016   | Président | Trump 59,0 % - 33,0 %  |
| 2020   | Président | Trump 58,0 % - 38,0 %  |

## Liste des Représentants du district
| Membre                          | Parti            | Années                          | Congrès     | Histoire électorale |
| ------------------------------- | ---------------- | ------------------------------- | ----------- | --- |
| District établit le 4 mars 1893 |                  |                                 |             | |
| Melvin Baldwin (en)             | Démocrate        | 4 mars 1893 - 3 mars 1895       | 53e         | Élu en 1892. perd sa réélection. |
| Charles A. Towne (en)           | Républicain      | 4 mars 1895 - 3 mars 1897       | 54e         | Élu en 1894. perd sa réélection en tant qu'Indépendant. |
| Page Morris (en)                | Républicain      | 4 mars 1897 - 3 mars 1903       | 55e - 57e   | Élu en 1896. Réélu en 1898. Réélu en 1900. Retrait. |
| Clarence Buckman (en)           | Républicain      | 4 mars 1903 - 3 mars 1907       | 58e , 59e   | Élu en 1902. Réélu en 1904. perd sa renomination. |
| Charles August Lindbergh        | Républicain      | 4 mars 1907 - 3 mars 1917       | 60e - 64e   | Élu en 1906. Réélu en 1908. Réélu en 1910. Réélu en 1912. Réélu en 1914. Retrait pour se présenter comme Sénateur des États-Unis.                                       |
| Harold Knutson (en)             | Républicain      | 4 mars 1917 - 3 mars 1933       | 65e - 72e   | Élu en 1916. Réélu en 1918. Réélu en 1920. Réélu en 1922. Réélu en 1924. Réélu en 1926. Réélu en 1928. Réélu en 1930. Redécoupage vers le district at-large.            |
| District inactif                | District inactif | 4 mars 1933 - 3 janvier 1935    | 73e         | Les Représentants du district sont élus at-large. |
| Harold Knutson (en)             | Républicain      | 3 janvier 1935 - 3 janvier 1949 | 74e - 80e   | Redécoupage depuis le district at-large et réélu en 1934. Réélu en 1936. Réélu en 1938. Réélu en 1940. Réélu en 1942. Réélu en 1944. Réélu en 1946. perd sa réélection. |
| Fred Marshall (en)              | Démocrate (DFL)  | 3 janvier 1949 - 3 janvier 1963 | 82e - 87e   | Élu en 1948. Réélu en 1950. Réélu en 1952. Réélu en 1954. Réélu en 1956. Réélu en 1958. Réélu en 1960. Retrait.                                                         |
| Alec G. Olson (en)              | Démocrate (DFL)  | 3 janvier 1963 - 3 janvier 1967 | 88e , 89e   | Élu en 1962. Réélu en 1964. perd sa réélection. |
| John M. Zwach (en)              | Républicain      | 3 janvier 1967 - 3 janvier 1975 | 90e - 93e   | Élu en 1966. Réélu en 1968. Réélu en 1970. Réélu en 1972. Retrait. |
| Rick Nolan                      | Démocrate (DFL)  | 3 janvier 1975 - 3 janvier 1981 | 94e - 96e   | Élu en 1974. Réélu en 1976. Réélu en 1978. Retrait. |
| Vin Weber (en)                  | Républicain      | 3 janvier 1981 - 3 janvier 1983 | 97e         | Élu en 1980. Redécoupage vers le 2e district. |
| Gerry Sikorski                  | Démocrate (DFL)  | 3 janvier 1983 - 3 janvier 1993 | 98e - 102e  | Élu en 1982. Réélu en 1984. Réélu en 1986. Réélu en 1988. Réélu en 1990. perd sa réélection.                                                                            |
| Rod Grams                       | Républicain      | 3 janvier 1993 - 3 janvier 1995 | 103e        | Élu en 1992. Retrait pour se présenter comme Sénateur des États-Unis.                                                                                                   |
| Bill Luther (en)                | Démocrate (DFL)  | 3 janvier 1995 - 3 janvier 2003 | 104e - 107e | Élu en 1994. Réélu en 1996. Réélu en 2000. Redécoupage vers le 2e district et perd sa réélection.                                                                       |
| Mark Kennedy (en)               | Républicain      | 3 janvier 2003 - 3 janvier 2007 | 108e , 109e | Redécoupage depuis le 2e district et réélu en 2002. Réélu en 2004. Retrait pour se présenter comme Sénateur des États-Unis.                                             |
| Michele Bachmann                | Républicain      | 3 janvier 2007 - 3 janvier 2015 | 110e - 113e | Élue en 2006. Réélue en 2008. Réélue en 2010. Réélue en 2012. Retrait.                                                                                                  |
| Tom Emmer                       | Républicain      | 3 janvier 2015 - Présent        | 114e - 118e | Élu en 2014. Réélu en 2016. Réélu en 2018. Réélu en 2020. Réélu en 2022.                                                                                                |

## Résultats des récentes élections
Voici les résultats des dix précédents cycles électoraux dans le district.

### 2004
| Élection de 2004 du 6e district congressionnel du Minnesota | Élection de 2004 du 6e district congressionnel du Minnesota | Élection de 2004 du 6e district congressionnel du Minnesota | Élection de 2004 du 6e district congressionnel du Minnesota | Élection de 2004 du 6e district congressionnel du Minnesota |
| ----------------------------------------------------------- | ----------------------------------------------------------- | ----------------------------------------------------------- | ----------------------------------------------------------- | ----------------------------------------------------------- |
| Parti                                                       | Parti                                                       | Candidat                                                    | Votes                                                       | %                                                           |
|                                                             | Républicain                                                 | Mark Kennedy (en) (sortant)                                 | 205 586                                                     | 54,0                                                        |
|                                                             | Démocrate (DFL)                                             | Patty Wetterling                                            | 174 828                                                     | 46,0                                                        |
| Total des votes                                             | Total des votes                                             | Total des votes                                             | 380 414                                                     | 100 %                                                       |
|                                                             | Les Républicains conservent                                 |                                                             |                                                             |                                                             |

### 2006
| Élection de 2006 du 6e district congressionnel du Minnesota | Élection de 2006 du 6e district congressionnel du Minnesota | Élection de 2006 du 6e district congressionnel du Minnesota | Élection de 2006 du 6e district congressionnel du Minnesota | Élection de 2006 du 6e district congressionnel du Minnesota |
| ----------------------------------------------------------- | ----------------------------------------------------------- | ----------------------------------------------------------- | ----------------------------------------------------------- | ----------------------------------------------------------- |
| Parti                                                       | Parti                                                       | Candidat                                                    | Votes                                                       | %                                                           |
|                                                             | Républicain                                                 | Michele Bachmann                                            | 152 317                                                     | 50,0                                                        |
|                                                             | Démocrate (DFL)                                             | Patty Wetterling                                            | 128 342                                                     | 42,0                                                        |
|                                                             | Indépendance                                                | John Binkowski                                              | 23 706                                                      | 8,0                                                         |
| Total des votes                                             | Total des votes                                             | Total des votes                                             | 304 365                                                     | 100 %                                                       |
|                                                             | Les Républicains conservent                                 |                                                             |                                                             |                                                             |

### 2008
| Élection de 2008 du 6e district congressionnel du Minnesota | Élection de 2008 du 6e district congressionnel du Minnesota | Élection de 2008 du 6e district congressionnel du Minnesota | Élection de 2008 du 6e district congressionnel du Minnesota | Élection de 2008 du 6e district congressionnel du Minnesota |
| ----------------------------------------------------------- | ----------------------------------------------------------- | ----------------------------------------------------------- | ----------------------------------------------------------- | ----------------------------------------------------------- |
| Parti                                                       | Parti                                                       | Candidat                                                    | Votes                                                       | %                                                           |
|                                                             | Républicain                                                 | Michele Bachmann (sortante)                                 | 187 805                                                     | 46,4                                                        |
|                                                             | Démocrate (DFL)                                             | Elwyn Tinklenberg                                           | 175 784                                                     | 43,4                                                        |
|                                                             | Indépendance                                                | Bob Anderson                                                | 40 642                                                      | 10,0                                                        |
| Total des votes                                             | Total des votes                                             | Total des votes                                             | 404 231                                                     | 100 %                                                       |
|                                                             | Les Républicains conservent                                 |                                                             |                                                             |                                                             |

### 2010
| Élection de 2010 du 6e district congressionnel du Minnesota | Élection de 2010 du 6e district congressionnel du Minnesota | Élection de 2010 du 6e district congressionnel du Minnesota | Élection de 2010 du 6e district congressionnel du Minnesota | Élection de 2010 du 6e district congressionnel du Minnesota |
| ----------------------------------------------------------- | ----------------------------------------------------------- | ----------------------------------------------------------- | ----------------------------------------------------------- | ----------------------------------------------------------- |
| Parti                                                       | Parti                                                       | Candidat                                                    | Votes                                                       | %                                                           |
|                                                             | Républicain                                                 | Michele Bachmann (sortante)                                 | 159 476                                                     | 52,5                                                        |
|                                                             | Démocrate (DFL)                                             | Tarryl Clark                                                | 120 846                                                     | 39,8                                                        |
|                                                             | Indépendance                                                | Bob Anderson                                                | 17 698                                                      | 5,8                                                         |
| Total des votes                                             | Total des votes                                             | Total des votes                                             | 298 020                                                     | 100 %                                                       |
|                                                             | Les Républicains conservent                                 |                                                             |                                                             |                                                             |

### 2012
| Élection de 2012 du 6e district congressionnel du Minnesota, | Élection de 2012 du 6e district congressionnel du Minnesota, | Élection de 2012 du 6e district congressionnel du Minnesota, | Élection de 2012 du 6e district congressionnel du Minnesota, | Élection de 2012 du 6e district congressionnel du Minnesota, |
| ------------------------------------------------------------ | ------------------------------------------------------------ | ------------------------------------------------------------ | ------------------------------------------------------------ | ------------------------------------------------------------ |
| Parti                                                        | Parti                                                        | Candidat                                                     | Votes                                                        | %                                                            |
|                                                              | Républicain                                                  | Michele Bachmann (sortante)                                  | 179 241                                                      | 50,5                                                         |
|                                                              | Démocrate (DFL)                                              | Jim Graves                                                   | 174 944                                                      | 49,3                                                         |
| Total des votes                                              | Total des votes                                              | Total des votes                                              | 175 185                                                      | 100 %                                                        |
|                                                              | Les Républicains conservent                                  |                                                              |                                                              |                                                              |

### 2014
| Élection de 2014 du 6e district congressionnel du Minnesota, | Élection de 2014 du 6e district congressionnel du Minnesota, | Élection de 2014 du 6e district congressionnel du Minnesota, | Élection de 2014 du 6e district congressionnel du Minnesota, | Élection de 2014 du 6e district congressionnel du Minnesota, |
| ------------------------------------------------------------ | ------------------------------------------------------------ | ------------------------------------------------------------ | ------------------------------------------------------------ | ------------------------------------------------------------ |
| Parti                                                        | Parti                                                        | Candidat                                                     | Votes                                                        | %                                                            |
|                                                              | Républicain                                                  | Tom Emmer                                                    | 133 332                                                      | 56,3                                                         |
|                                                              | Démocrate (DFL)                                              | Joe Perske                                                   | 90 926                                                       | 38,4                                                         |
|                                                              | Indépendance                                                 | John Denney                                                  | 12 459                                                       | 5,3                                                          |
| Total des votes                                              | Total des votes                                              | Total des votes                                              | 236 717                                                      | 100 %                                                        |
|                                                              | Les Républicains conservent                                  |                                                              |                                                              |                                                              |

### 2016
| Élection de 2016 du 6e district congressionnel du Minnesota | Élection de 2016 du 6e district congressionnel du Minnesota | Élection de 2016 du 6e district congressionnel du Minnesota | Élection de 2016 du 6e district congressionnel du Minnesota | Élection de 2016 du 6e district congressionnel du Minnesota |
| ----------------------------------------------------------- | ----------------------------------------------------------- | ----------------------------------------------------------- | ----------------------------------------------------------- | ----------------------------------------------------------- |
| Parti                                                       | Parti                                                       | Candidat                                                    | Votes                                                       | %                                                           |
|                                                             | Républicain                                                 | Tom Emmer (sortant)                                         | 235 385                                                     | 65,6                                                        |
|                                                             | Démocrate (DFL)                                             | David Snyder                                                | 123 010                                                     | 34,3                                                        |
| Total des votes                                             | Total des votes                                             | Total des votes                                             | 358 395                                                     | 100 %                                                       |
|                                                             | Les Républicains conservent                                 |                                                             |                                                             |                                                             |

### 2018
| Élection de 2018 du 6e district congressionnel du Minnesota | Élection de 2018 du 6e district congressionnel du Minnesota | Élection de 2018 du 6e district congressionnel du Minnesota | Élection de 2018 du 6e district congressionnel du Minnesota | Élection de 2018 du 6e district congressionnel du Minnesota |
| ----------------------------------------------------------- | ----------------------------------------------------------- | ----------------------------------------------------------- | ----------------------------------------------------------- | ----------------------------------------------------------- |
| Parti                                                       | Parti                                                       | Candidat                                                    | Votes                                                       | %                                                           |
|                                                             | Républicain                                                 | Tom Emmer (sortant)                                         | 192 931                                                     | 61,11                                                       |
|                                                             | Démocrate (DFL)                                             | Ian Todd                                                    | 122 332                                                     | 38,75                                                       |
| Total des votes                                             | Total des votes                                             | Total des votes                                             | 315 263                                                     | 100 %                                                       |
|                                                             | Les Républicains conservent                                 |                                                             |                                                             |                                                             |

### 2020
| Élection de 2020 du 6e district congressionnel du Minnesota | Élection de 2020 du 6e district congressionnel du Minnesota | Élection de 2020 du 6e district congressionnel du Minnesota | Élection de 2020 du 6e district congressionnel du Minnesota | Élection de 2020 du 6e district congressionnel du Minnesota |
| ----------------------------------------------------------- | ----------------------------------------------------------- | ----------------------------------------------------------- | ----------------------------------------------------------- | ----------------------------------------------------------- |
| Parti                                                       | Parti                                                       | Candidat                                                    | Votes                                                       | %                                                           |
|                                                             | Républicain                                                 | Tom Emmer (sortant)                                         | 270 901                                                     | 65,7                                                        |
|                                                             | Démocrate (DFL)                                             | Tawnja Zahradka                                             | 140 853                                                     | 34,2                                                        |
| Total des votes                                             | Total des votes                                             | Total des votes                                             | 411 754                                                     | 100 %                                                       |
|                                                             | Les Républicains conservent                                 |                                                             |                                                             |                                                             |

### 2022
Les Primaires Républicaines et Démocrates ont été annulées. Tom Emmer (R-Sortant) et Jeanne Hendricks (D) avancent vers l'Élection Générale.
| Élection de 2022 du 7e district congressionnel du Minnesota | Élection de 2022 du 7e district congressionnel du Minnesota | Élection de 2022 du 7e district congressionnel du Minnesota | Élection de 2022 du 7e district congressionnel du Minnesota | Élection de 2022 du 7e district congressionnel du Minnesota |
| ----------------------------------------------------------- | ----------------------------------------------------------- | ----------------------------------------------------------- | ----------------------------------------------------------- | ----------------------------------------------------------- |
| Parti                                                       | Parti                                                       | Candidat                                                    | Votes                                                       | %                                                           |
|                                                             | Républicain                                                 | Tom Emmer (sortant)                                         | 198 145                                                     | 62,0                                                        |
|                                                             | Démocrate (DFL)                                             | Jeanne Hendricks                                            | 120 852                                                     | 37,8                                                        |
|                                                             | Indépendant                                                 | Todd Stenberg                                               | 334                                                         | 0,1                                                         |
|                                                             | Write-In                                                    | Write-In                                                    | 436                                                         | 0,1                                                         |
| Total des votes                                             | Total des votes                                             | Total des votes                                             | 319 767                                                     | 100 %                                                       |
|                                                             | Les Républicains conservent                                 |                                                             |                                                             |                                                             |

## Frontières historiques du district

2003 - 2013

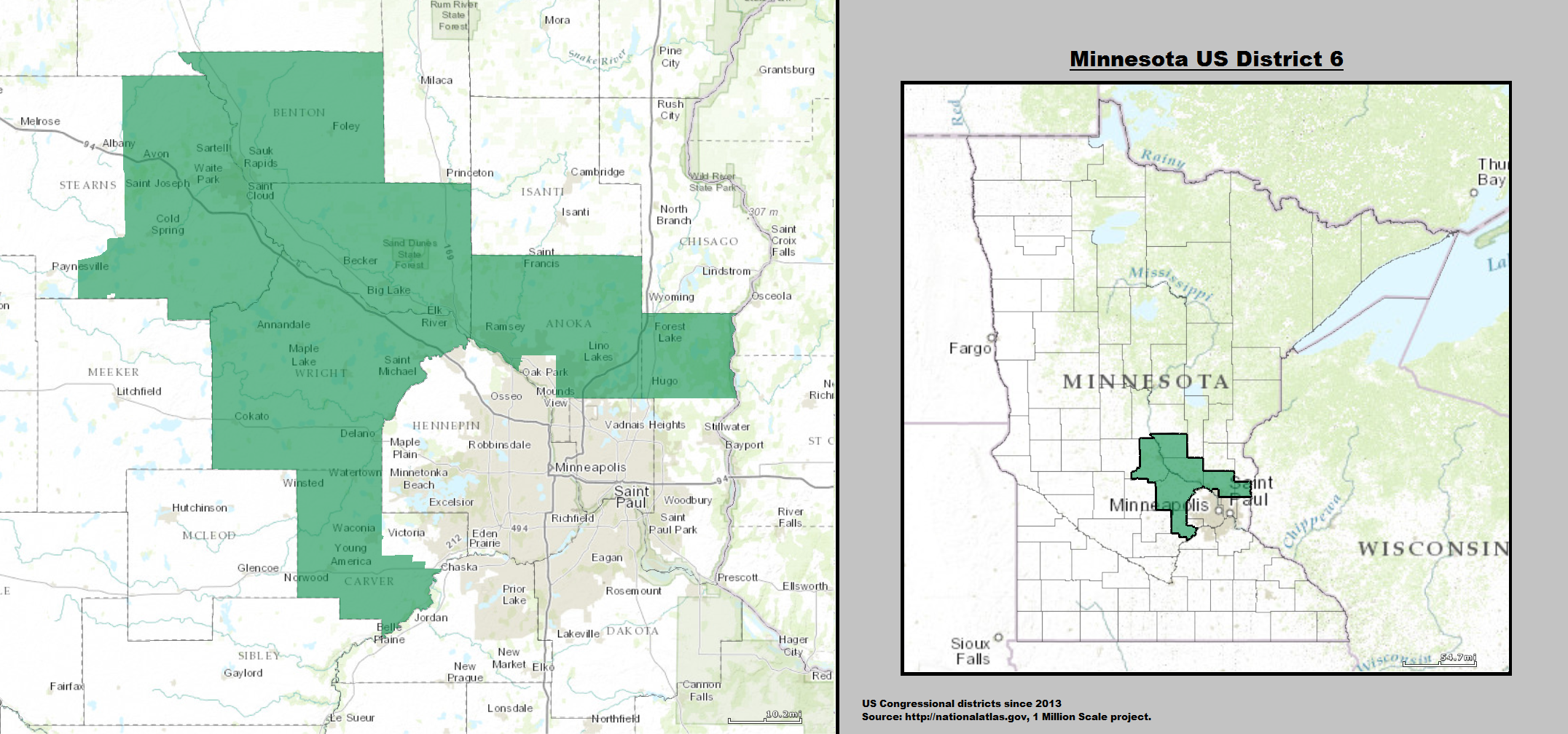
2013 - 2023

Depuis 2023

### 2024
| Primaire Républicaine de 2024 du 5e district congressionnel du Minnesota | Primaire Républicaine de 2024 du 5e district congressionnel du Minnesota | Primaire Républicaine de 2024 du 5e district congressionnel du Minnesota | Primaire Républicaine de 2024 du 5e district congressionnel du Minnesota | Primaire Républicaine de 2024 du 5e district congressionnel du Minnesota |
| ------------------------------------------------------------------------ | ------------------------------------------------------------------------ | ------------------------------------------------------------------------ | ------------------------------------------------------------------------ | ------------------------------------------------------------------------ |
| Parti                                                                    | Parti                                                                    | Candidat                                                                 | Votes                                                                    | %                                                                        |
|                                                                          | Républicain                                                              | Tom Emmer (sortant)                                                      | 4 765                                                                    | 48,0                                                                     |
|                                                                          | Républicain                                                              | Chris Corey                                                              | 3 689                                                                    | 37,1                                                                     |

| Primaire Démocrate-DFL de 2024 du 5e district congressionnel du Minnesota | Primaire Démocrate-DFL de 2024 du 5e district congressionnel du Minnesota | Primaire Démocrate-DFL de 2024 du 5e district congressionnel du Minnesota | Primaire Démocrate-DFL de 2024 du 5e district congressionnel du Minnesota | Primaire Démocrate-DFL de 2024 du 5e district congressionnel du Minnesota |
| ------------------------------------------------------------------------- | ------------------------------------------------------------------------- | ------------------------------------------------------------------------- | ------------------------------------------------------------------------- | ------------------------------------------------------------------------- |
| Parti                                                                     | Parti                                                                     | Candidat                                                                  | Votes                                                                     | %                                                                         |
|                                                                           | Démocrate (DFL)                                                           | Jeanne Hendrick                                                           | 57 683                                                                    | 50,3                                                                      |
|                                                                           | Démocrate (DFL)                                                           | Austin Winkelman                                                          | 55 217                                                                    | 48,2                                                                      |

| Élection de 2024 du 7e district congressionnel du Minnesota | Élection de 2024 du 7e district congressionnel du Minnesota | Élection de 2024 du 7e district congressionnel du Minnesota | Élection de 2024 du 7e district congressionnel du Minnesota | Élection de 2024 du 7e district congressionnel du Minnesota |
| ----------------------------------------------------------- | ----------------------------------------------------------- | ----------------------------------------------------------- | ----------------------------------------------------------- | ----------------------------------------------------------- |
| Parti                                                       | Parti                                                       | Candidat                                                    | Votes                                                       | %                                                           |
|                                                             | Républicain                                                 | Tom Emmer (sortant)                                         | 260 095                                                     | 62,4                                                        |
|                                                             | Démocrate (DFL)                                             | Jeanne Hendrick                                             | 155 836                                                     | 37,4                                                        |
|                                                             | Write-In                                                    | Write-In                                                    | 565                                                         | 0,1                                                         |
| Total des votes                                             | Total des votes                                             | Total des votes                                             | 416 496                                                     | 100 %                                                       |
|                                                             | Les Républicains conservent                                 |                                                             |                                                             |                                                             |